# Torony
Torony je vas na Madžarskem, ki upravno spada pod Sombotelsko okrožje Železne županije.